# Vynohradiv
Vynohradiv (ukrainsk: Виноградів, ungarsk: Nagyszőlősős, rumænsk: Seleușu Mare, slovakisk: Vinohradov) er en by i det vestlige Ukraine, Zakarpatska oblast. Den var centrum for Vynohradiv rajon der i 2020 blev indlemmet i Berehove rajon. Byen har en befolkning på omkring 25.317 (2022) indbyggere. Byen ligger omkring 35 km fra byen Berehove nær floden Tisza på grænsen til Rumænien.